# 24 (serie de televisión)
24 es una serie de televisión estadounidense del género de acción/drama, protagonizada por Kiefer Sutherland en el papel del agente Jack Bauer de la Unidad Contra Terrorista, emitida por la cadena Fox y producida por Imagine Televisión. Fue creada por Robert Cochran y Joel Surnow. Desde su comienzo, el 1 de noviembre de 2001, se transmitieron 192 capítulos a lo largo de 8 temporadas; sin embargo, se emitió 24 Redemption, una precuela de larga duración para la temporada 7. La serie terminó el 27 de mayo de 2010. Fox anunció en mayo de 2013, que 24 volvería como una serie de 12 episodios titulada 24: Live Another Day, que se emitió desde el 5 mayo hasta el 14 de julio de 2014.
La serie transcurre en su mayor parte en la ciudad de Los Ángeles, y trata sobre situaciones de amenaza o ataques masivos a la seguridad nacional de Estados Unidos, mostrando incluso la rivalidad entre algunas agencias gubernamentales, aun en tiempo de crisis. También muestra de forma generalmente correcta la tecnología actual, a diferencia de otras series de su tipo. La serie se caracteriza por desarrollarse en tiempo real: los eventos de cada temporada ocurren en el transcurso de 24 horas, siendo cada episodio una hora de dicho día. Este formato llamó la atención por lo innovador y por su alto impacto dramático.
24 cosechó elogios de la crítica, ganando numerosos premios en sus ocho temporadas, incluyendo Mejor Serie de Drama en los Globos de Oro 2003 y Mejor Serie Dramática en los Premios Emmy 2006. Al término de su octava temporada, 24 se convirtió en los EE. UU. en la serie de temática drama-espionaje de más larga duración nunca emitida, superando tanto a Misión Imposible como a Los vengadores.

## Sinopsis
24 es una serie dramática protagonizada por Kiefer Sutherland como Jack Bauer, centrándose en los esfuerzos de la CTU (Unidad Contra Terrorista) de ficción, y sus esfuerzos para proteger a Estados Unidos del terrorismo. Cada episodio sigue usualmente a Bauer, funcionario del gobierno de Estados Unidos, y a los conspiradores responsables de los acontecimientos del día. La temporada tiene lugar en el transcurso de un día (24 horas) y cada uno de los 24 episodios representan una hora, por lo tanto, se muestran los acontecimientos a medida que ocurren, en tiempo real.  Para enfatizar el flujo real de eventos, un reloj ocupa un lugar prominente en la pantalla durante el episodio, y se usan habitualmente las pantallas divididas, una técnica utilizada para representar varias escenas que ocurren al mismo tiempo.

## Elenco

### Personajes principales
| Actor                | Personaje        | Episodio | Elenco principal             | Elenco recurrente |
| -------------------- | ---------------- | -------- | ---------------------------- | ----------------- |
| Kiefer Sutherland    | Jack Bauer       | 204      | 1, 2, 3, 4, 5, 6, R, 7, 8, 9 | —                 |
| Leslie Hope          | Teri Bauer       | 24       | 1                            | —                 |
| Sarah Clarke         | Nina Myers       | 36       | 1                            | 2, 3              |
| Elisha Cuthbert      | Kim Bauer        | 79       | 1, 2, 3                      | 5, 7, 8           |
| Dennis Haysbert      | David Palmer     | 80       | 1, 2, 3                      | 4, 5              |
| Sarah Wynter         | Kate Warner      | 25       | 2                            | 3                 |
| Xander Berkeley      | George Mason     | 27       | 2                            | 1                 |
| Penny Johnson Jerald | Sherry Palmer    | 45       | 2                            | 1, 3              |
| Carlos Bernard       | Tony Almeida     | 115      | 2, 3, 5, 7                   | 1, 4              |
| Reiko Aylesworth     | Michelle Dessler | 62       | 3                            | 2, 4, 5           |
| James Badge Dale     | Chase Edmunds    | 24       | 3                            | —                 |
| Kim Raver            | Audrey Raines    | 64       | 4, 5, 9                      | 6                 |
| Alberta Watson       | Erin Driscoll    | 12       | 4                            | —                 |
| Lana Parrilla        | Sarah Gavin      | 12       | 4                            | 4                 |
| Roger Cross          | Curtis Manning   | 44       | 4, 5                         | 4, 6              |
| William Devane       | James Heller     | 32       | 4, 9                         | 5, 6              |
| Mary Lynn Rajskub    | Chloe O'Brian    | 137      | 5, 6, 7, 8, 9                | 3, 4              |
| Gregory Itzin        | Charles Logan    | 44       | 5                            | 4, 6, 8           |
| James Morrison       | Bill Buchanan    | 64       | 5, 6, 7                      | 4                 |
| Louis Lombardi       | Edgar Stiles     | 37       | 5                            | 4                 |
| Jean Smart           | Martha Logan     | 24       | 5                            | 6                 |
| D. B. Woodside       | Wayne Palmer     | 48       | 6                            | 3, 5              |
| Peter MacNicol       | Tom Lennox       | 24       | 6                            | R                 |
| Jayne Atkinson       | Karen Hayes      | 30       | 6                            | 5                 |
| Carlo Rota           | Morris O'Brian   | 29       | 6                            | 5, 7, 8           |
| Eric Balfour         | Milo Pressman    | 28       | 6                            | 1                 |
| Marisol Nichols      | Nadia Yassir     | 24       | 6                            | N/a               |
| Regina King          | Sandra Palmer    | 9        | 6                            | N/a               |
| Cherry Jones         | Allison Taylor   | 43       | R, 7, 8                      | n/a               |
| Annie Wersching      | Renee Walker     | 37       | 7, 8                         | —                 |
| Colm Feore           | Henry Taylor     | 12       | R, 7                         | N/a               |
| Bob Gunton           | Ethan Kanin      | 31       | R, 7                         | 6, 8              |
| Jeffrey Nordling     | Larry Moss       | 19       | 7                            | n/a               |
| Rhys Coiro           | Sean Hillinger   | 10       | 7                            | n/a               |
| Janeane Garofalo     | Janis Gold       | 21       | 7                            | n/a               |
| Anil Kapoor          | Omar Hassan      | 15       | 8                            | n/a               |
| Mykelti Williamson   | Brian Hastings   | 17       | 8                            | —                 |
| Katee Sackhoff       | Dana Walsh       | 20       | 8                            | n/a               |
| Chris Diamantopoulos | Rob Weiss        | 12       | 8                            | n/a               |
| John Boyd            | Arlo Glass       | 24       | 8                            | N/a               |
| Freddie Prinze, Jr.  | Cole Ortiz       | 24       | 8                            | N/a               |
| Yvonne Strahovski    | Kate Morgan      | 12       | 9                            | N/a               |
| Tate Donovan         | Mark Boudreau    | 12       | 9                            | N/a               |
| Gbenga Akinnagbe     | Erik Ritter      | 11       | 9                            | N/a               |
| Giles Matthey        | Jordan Reed      | 9        | 9                            | N/a               |
| Michael Wincott      | Adrian Cross     | 10       | 9                            | n/a               |
| Benjamin Bratt       | Steve Navarro    | 10       | 9                            | n/a               |

### Recurrentes
| Actor                 | Personaje             | Temporadas          | Episodios |
| --------------------- | --------------------- | ------------------- | --------- |
| Tanya Wright          | Patty Brooks          | 1                   | 9         |
| Karina Arroyave       | Jamey Farrell         | 1                   | 10        |
| Jacqui Maxwell        | Janet York            | 1                   | 6         |
| Matthew Carey         | Dan Mounts            | 1                   | 6         |
| Daniel Bess           | Rick Allen            | 1                   | 18        |
| Mia Kirshner          | Mandy                 | 1, 2, 4             | 7         |
| Richard Burgi         | Kevin Carroll         | 1                   | 11        |
| Michael Massee        | Ira Gaines            | 1                   | 12        |
| Vicellous Shannon     | Keith Palmer          | 1, 2                | 13        |
| Megalyn Echikunwoke   | Nicole Palmer         | 1                   | 6         |
| Glenn Morshower       | Aaron Pierce          | 1, 2, 3, 4, 5, 6, 7 | 49        |
| Zach Grenier          | Carl Webb             | 1                   | 9         |
| Jude Ciccolella       | Mike Novick           | 1, 2, 4, 5          | 58        |
| Silas Weir Mitchell   | Eli Stram             | 1                   | 6         |
| Željko Ivanek         | Andre Drazen          | 1                   | 14        |
| Tamara Tunie          | Alberta Green         | 1                   | 6         |
| Misha Collins         | Alexis Drazen         | 1                   | 7         |
| Paul Schulze          | Ryan Chappelle        | 1, 2, 3             | 23        |
| Navi Rawat            | Melanie               | 1                   | 6         |
| Dennis Hopper         | Victor Drazen         | 1                   | 5         |
| Skye McCole Bartusiak | Megan Matheson        | 2                   | 8         |
| Billy Burke           | Gary Matheson         | 2                   | 7         |
| Tamlyn Tomita         | Jenny Dodge           | 2                   | 5         |
| Sara Gilbert          | Paula Schaeffer       | 2                   | 5         |
| Michelle Forbes       | Lynne Kresge          | 2                   | 18        |
| Phillip Rhys          | Reza Naiyeer          | 2                   | 10        |
| Laura Harris          | Marie Warner          | 2                   | 14        |
| John Terry            | Bob Warner            | 2                   | 12        |
| Marc Casabani         | Omar                  | 2                   | 6         |
| John Eddins           | Richards              | 2                   | 5         |
| Innis Casey           | Miguel                | 2                   | 7         |
| Harris Yulin          | Roger Stanton         | 2                   | 9         |
| Francesco Quinn       | Syed Ali              | 2                   | 5         |
| Daniel Dae Kim        | Tom Baker             | 2, 3                | 11        |
| Randle Mell           | Brad Hammond          | 2, 3                | 5         |
| Lourdes Benedicto     | Carrie Turner         | 2                   | 10        |
| Donnie Keshawarz      | Yusuf Auda            | 2                   | 6         |
| Alan Dale             | James Prescott        | 2, 3                | 8         |
| Joaquim de Almeida    | Ramon Salazar         | 3                   | 12        |
| Christina Chang       | Sunny Macer           | 3, 7                | 11        |
| Zachary Quinto        | Adam Kaufman          | 3                   | 23        |
| Vincent Laresca       | Hector Salazar        | 3                   | 12        |
| Vanessa Ferlito       | Claudia Hernandez     | 3                   | 11        |
| Jesse Borrego         | Gael Ortega           | 3                   | 14        |
| Riley Smith           | Kyle Singer           | 3                   | 6         |
| Wendy Crewson         | Anne Packard          | 3                   | 8         |
| Agnes Bruckner        | Linda                 | 3                   | 5         |
| Geoff Pierson         | John Keeler           | 3, 4                | 19        |
| Andrea Thompson       | Nicole Duncan         | 3                   | 5         |
| Jamie McShane         | Gerry Whitehorn       | 3                   | 6         |
| Greg Ellis            | Michael Amador        | 3                   | 9         |
| Gina Torres           | Julia Milliken        | 3                   | 7         |
| Lothaire Bluteau      | Marcus Alvers         | 3                   | 5         |
| Butch Klein           | Eric Richards         | 3, 4                | 5         |
| Paul Blackthorne      | Stephen Saunders      | 3                   | 10        |
| Alexandra Lydon       | Jane Saunders         | 3                   | 5         |
| Nestor Serrano        | Navi Araz             | 4                   | 10        |
| Shohreh Aghdashloo    | Dina Araz             | 4                   | 12        |
| Jonathan Ahdout       | Behrooz Araz          | 4                   | 12        |
| Logan Marshall-Green  | Richard Heller        | 4                   | 6         |
| Anil Kumar            | Kalil Hasan           | 4                   | 5         |
| James Frain           | Paul Raines           | 4                   | 10        |
| Tony Plana            | Omar                  | 4                   | 5         |
| Leighton Meester      | Debbie Pendleton      | 4                   | 5         |
| Aisha Tyler           | Marianne Taylor       | 4                   | 8         |
| Angela Goethals       | Maya Driscoll         | 4                   | 5         |
| Robertson Dean        | Henry Powell          | 4                   | 6         |
| Arnold Vosloo         | Habib Marwan          | 4                   | 17        |
| Thomas Vincent Kelly  | Marc Besson           | 4, 5                | 8         |
| John Allen Nelson     | Walt Cummings         | 4, 5                | 12        |
| Tzi Ma                | Cheng Zhi             | 4, 5, 6, 9          | 15        |
| Jonah Lotan           | Spenser Wolff         | 5                   | 6         |
| Connie Britton        | Diane Huxley          | 5                   | 6         |
| Brady Corbet          | Derek Huxley          | 5                   | 6         |
| Sandrine Holt         | Evelyn Martin         | 5                   | 10        |
| Geraint Wyn Davies    | James Nathanson       | 5                   | 6         |
| Nick Jameson          | Yuri Suvarov          | 5, 6, 8             | 15        |
| Kathleen Gati         | Anya Suvarov          | 5, 6                | 6         |
| Mark Sheppard         | Ivan Erwich           | 5                   | 6         |
| Robert Maffia         | Andrei                | 5                   | 6         |
| Sean Astin            | Lynn McGill           | 5                   | 10        |
| Julian Sands          | Vladimir Bierko       | 5                   | 11        |
| Peter Weller          | Christopher Henderson | 5                   | 11        |
| Ray Wise              | Hal Gardner           | 5                   | 6         |
| Kate Mara             | Shari Rothenberg      | 5                   | 5         |
| Paul McCrane          | Graem Bauer           | 5, 6                | 8         |
| Stephen Spinella      | Miles Papazian        | 5                   | 10        |
| Adoni Maropis         | Abu Fayed             | 6                   | 15        |
| Alexander Siddig      | Hamri Al-Assad        | 6                   | 7         |
| Harry Lennix          | Walid Al-Rezani       | 6                   | 6         |
| Ryan Cutrona          | John Smith            | 6, 7, 8             | 12        |
| Rena Sofer            | Marilyn Bauer         | 6                   | 12        |
| Evan Ellingson        | Josh Bauer            | 6                   | 10        |
| Chad Lowe             | Reed Pollock          | 6                   | 8         |
| James Cromwell        | Phillip Bauer         | 6                   | 8         |
| Powers Boothe         | Noah Daniels          | 6, R                | 14        |
| Lex Cassar            | Ryan                  | 6                   | 11        |
| Rade Serbedzija       | Dmitri Gredenko       | 6                   | 8         |
| Dylan Kenin           | Victor                | 6                   | 5         |
| Kari Matchett         | Lisa Miller           | 6                   | 10        |
| Ricky Schroder        | Mike Doyle            | 6                   | 12        |
| Hakeem Kae-Kazim      | Ike Dubaku            | R, 7                | 9         |
| Jon Voight            | Jonas Hodges          | R, 7                | 10        |
| Mark Aiken            | Nichols               | R, 7                | 5         |
| Isaach de Bankolé     | Ule Matobo            | R, 7                | 6         |
| Carly Pope            | Samantha Roth         | R, 7                | 6         |
| Kurtwood Smith        | Blaine Mayer          | 7                   | 7         |
| Warren Kole           | Brian Gedge           | 7                   | 7         |
| Frank John Hughes     | Tim Woods             | 7, 8                | 24        |
| Lesley Fera           | Angela Nelson         | 7, 8                | 6         |
| Peter Wingfield       | David Emerson         | 7                   | 5         |
| Ever Carradine        | Erika                 | 7                   | 5         |
| Sprague Grayden       | Olivia Taylor         | 7                   | 14        |
| Rory Cochrane         | Greg Seaton           | 7                   | 7         |
| Amy Price-Francis     | Cara Bowden           | 7                   | 6         |
| Will Patton           | Alan Wilson           | 7                   | 5         |
| Akbar Kurtha          | Farhad Hassan         | 8                   | 8         |
| Jennifer Westfeldt    | Meredith Reed         | 8                   | 6         |
| Necar Zadegan         | Dalia Hassan          | 8                   | 20        |
| Nazneen Contractor    | Kayla Hassan          | 8                   | 21        |
| Clayne Crawford       | Kevin Wade            | 8                   | 9         |
| TJ Ramini             | Tarin Faroush         | 8                   | 11        |
| Jürgen Prochnow       | Sergei Bazhaev        | 8                   | 7         |
| David Anders          | Josef Bazhaev         | 8                   | 6         |
| Michael Filipowich    | Nick Coughlin         | 8                   | 6         |
| Navid Negahban        | Jamot                 | 8                   | 8         |
| Hrach Titizian        | Nabeel                | 8                   | 6         |
| Mido Hamada           | Samir Mehran          | 8                   | 10        |
| Julian Morris         | Owen                  | 8                   | 6         |
| Sarah Hollis          | Susan                 | 8                   | 10        |
| Graham McTavish       | Mikhail Novakovich    | 8                   | 7         |
| Reed Diamond          | Jason Pillar          | 8                   | 8         |
| Julie Claire          | Eden Linley           | 8                   | 5         |
| Christina Chong       | Mariana               | 9                   | 5         |
| Colin Salmon          | General Coburn        | 9                   | 7         |
| Ross McCall           | Ron Clark             | 9                   | 9         |
| Branko Tomović        | Belcheck              | 9                   | 9         |
| James Allenby-Kirk    | Stosh                 | 9                   | 7         |
| Mandeep Dhillon       | Chell                 | 9                   | 7         |
| Charles Furness       | Pete                  | 9                   | 6         |
| Emily Berrington      | Simone Al-Harazi      | 9                   | 7         |
| Michelle Fairley      | Margot Al-Harazi      | 9                   | 8         |
| Stephen Fry           | Alastair Davies       | 9                   | 8         |
| Liam Garrigan         | Ian Al-Harazi         | 9                   | 7         |
| Miranda Raison        | Caroline Fowlds       | 9                   | 6         |
| Stanley Townsend      | Anatol Stolnavich     | 9                   | 5         |
| Adam Sinclair         | Gavin Leonard         | 9                   | 6         |

## Desarrollo y producción
Joel Surnow en un principio tenía la idea de un programa de televisión con 24 episodios en una temporada. Cada episodio tendría una hora de duración, que tendría lugar en el transcurso de un solo día. Se discute la idea a través del teléfono con el productor Robert Cochran, cuya primera respuesta fue «Olvídalo, esa es la peor idea que he escuchado, nunca va a funcionar y es demasiado duro». Se reunieron al día siguiente en el International House of Pancakes en Woodland Hills, Los Ángeles para discutir la idea de la serie de acción, el espionaje que utiliza el formato de tiempo real para crear tensión dramática con una carrera contra el reloj.
El episodio piloto de 24 se lanzó a Fox, quien inmediatamente lo compró, diciendo que sentían que la idea para el programa era una serie que moviera el formulario de la televisión con intereses. El episodio estreno de 24 se publicó por Fox, quien inmediatamente lo compró, diciendo que sentían que la idea de la serie fue una que «mover el formulario de la televisión hacia adelante». El episodio tuvo un presupuesto de $ 4.000.000. El conjunto de la CTU se hizo inicialmente en una oficina de Fox Sports, con el conjunto reproducido una vez que la serie fue recogido por la temporada. Se suponía que la serie para ser filmada en Toronto, pero debido a la variabilidad de clima canadiense, Los Ángeles fue elegido como lugar de rodaje.

### En otros medios
Una importante cantidad de medios adicionales relativas a la serie ha sido creado, incluyendo la serie spin-off de Internet distribuidos como The Rookie y 24: Conspiracy, así como un videojuego. Otros medios de comunicación incluyen las figuras de acción de algunos de los personajes principales, bandas sonoras, tanto de la serie y el videojuego, y una serie de novelas que cubren diferentes eventos no adaptadas en la serie.

### Relación con otras producciones
Inmediatamente antes de los 24, los co-creadores de la serie, Joel Surnow y Robert Cochran, produjeron la producción ejecutiva de La Femme Nikita por sus cinco años completos en USA Network. Ambas series tratan con operaciones antiterroristas, y los personajes principales de ambas series se ubican en situaciones en las que deben hacer una elección trágica para servir al bien mayor. Hay numerosas conexiones creativas dentro y fuera de la pantalla entre 24 y La Femme Nikita. Varios actores de La Femme Nikita han interpretado roles similares en 24, una serie de conceptos de la historia de La Femme Nikita se han revisado en 24, y muchos de los creativos de La Femme Nikita trabajaron en 24 en su mismo papel.
Al igual que en la película de 1997, Air Force One, 24 presentaba el jumbo-jet personal del presidente (Air Force One). Air Force One apareció en 24 temporadas 2 y 4. Air Force Two (con el vicepresidente pero no el presidente) apareció en la temporada 6. Varios actores aparecieron en 24, como Xander Berkeley, Glenn Morshower, Wendy Crewson, Timothy Carhart , Jürgen Prochnow, Tom Everett y Spencer Garrett también aparecieron en la película Air Force One. La enmienda 25, que trata de la sucesión a la Presidencia y establece procedimientos para llenar una vacante en la oficina del Vicepresidente y responder a las discapacidades presidenciales, también fue un tema compartido entre la película y la serie de televisión. 24 utilizó el mismo conjunto de Air Force One de otra serie de televisión, The West Wing.
Además, 24 fue parodiada en el episodio "24 Minutos", perteneciente a la decimoctava temporada de la popular serie cómica Los Simpson, dedicando a la parodia un episodio completo y contando con el propio Kiefer Sutherland como artista invitado, en un breve cameo en el que retomaba su papel de Jack Bauer.

## Episodios
| Temporada | Temporada        | Episodios  | Episodios  | Emisión original        | Emisión original        |
| Temporada | Temporada        | Episodios  | Episodios  | Primera emisión         | Última emisión          |
| --------- | ---------------- | ---------- | ---------- | ----------------------- | ----------------------- |
|           | 1                | 24         | 24         | 6 de noviembre de 2001  | 21 de mayo de 2002      |
|           | 2                | 24         | 24         | 29 de octubre de 2002   | 20 de mayo de 2003      |
|           | 3                | 24         | 24         | 28 de octubre de 2003   | 25 de mayo de 2004      |
|           | 4                | 24         | 24         | 9 de enero de 2005      | 23 de mayo de 2005      |
|           | 5                | 24         | 24         | 15 de enero de 2006     | 22 de mayo de 2006      |
|           | 6                | 24         | 24         | 14 de enero de 2007     | 21 de mayo de 2007      |
|           | Redemption       | Redemption | Redemption | 23 de noviembre de 2008 | 23 de noviembre de 2008 |
|           | 7                | 24         | 24         | 11 de enero de 2009     | 18 de mayo de 2009      |
|           | 8                | 24         | 24         | 17 de enero de 2010     | 24 de mayo de 2010      |
|           | Live Another Day | 12         | 12         | 5 de mayo de 2014       | 14 de julio de 2014     |

## Recepción

### Críticas
A lo largo de su transmisión, los críticos citaron a 24 frecuentemente como uno de los mejores programas de televisión. Su quinta temporada fue su temporada más aclamada por la crítica, y obtuvo críticas universalmente positivas de los críticos, con las últimas tres temporadas cada una recibiendo revisiones generalmente favorables. 24 fue llamado revolucionario e innovador, Time afirma que el programa tomó "comenzó con dramas de los 80 como Hill Street Blues y Wiseguy y que continúa en The West Wing y Los Sopranos al "siguiente nivel" y otro crítico que dice que "parece que no hay ningún programa de televisión que hayas visto". La producción y la calidad de la serie se ha llamado con frecuencia "similar a una película" y mejor que La mayoría de las películas. La serie ha sido comparada con series de películas antiguas, como The Perils of Pauline.
La calidad de la actuación fue particularmente celebrada por la crítica. Robert Bianco, de USA Today, describió a Kiefer Sutherland como indispensable para la serie, y dijo que tuvo un "gran rendimiento". La actuación "dominante" de Dennis Haysbert como David Palmer fue aclamada por los críticos, y algunos creyeron que el personaje ayudó a la campaña de Barack Obama. David Leonhart de The New York Times elogió la interpretación de Gregory Itzin del presidente Charles Logan, comparando su carácter con el expresidente de los Estados Unidos Richard Nixon. El New York Times caracterizó la administración de Logan como "una proyección de nuestros peores temores" del gobierno. [92] La interpretación de Jean Smart de Martha Logan en la quinta temporada fue igualmente aclamada. La escena de apertura del personaje (en la que ella, insatisfecha con su peinado, hunde su cabeza en un lavamanos) fue llamada "el debut del personaje más memorable en la historia 24". El final de la primera temporada es visto por muchos críticos como uno de los mejores episodios de la serie y es frecuentemente citado como uno de los mejores finales de la temporada de televisión de todos los tiempos.  La muerte de Teri Bauer al final de la primera temporada fue votada por TV Guide como la segunda muerte más impactante en la historia de la televisión.

#### Tortura
Hacia la mitad de la carrera de 24, la serie atrajo importantes críticas por sus representaciones de tortura, así como su retrato negativo de los musulmanes. El uso frecuente de escenarios de bomba de tiempo en las historias, así como el personaje principal, Jack Bauer interpretando la tortura como algo normal, efectivo, aceptable y glamoroso, fue criticado por activistas de derechos humanos, oficiales militares, y expertos en interrogatorios, con inquietudes expresadas sobre la posibilidad de que soldados estadounidenses menores imiten las técnicas que se muestran en la serie. En respuesta a estas inquietudes, los miembros de los militares de EE. UU. Se reunieron con los creadores del programa. En parte como resultado de estas discusiones, y el llamado de los militares a los creadores del programa para atenuar las escenas de tortura, ya que tuvo un impacto en las tropas de los Estados Unidos, hubo una reducción en la tortura en temporadas posteriores de la serie. Sin embargo, los escritores declararon que redujeron el número de escenas de tortura, no como una concesión, sino porque estaba comenzando a abrumar la narración.
El tema de la tortura en la serie fue discutido por el presidente Bill Clinton, quien dijo que él no siente que haya un lugar en la política estadounidense para la tortura, pero "si eres la persona de Jack Bauer, harás lo que sea que hagas y debes estar preparado para asumir las consecuencias". El juez de la Corte Suprema, Antonin Scalia, durante una discusión sobre el terrorismo, la tortura y la ley, se ofendió ante el comentario de un juez canadiense de que Canadá, "afortunadamente", no consideró lo que Jack Bauer consideraría. hacer al establecer la política. Según informes, respondió con una defensa de Bauer, argumentando que los funcionarios encargados de hacer cumplir la ley merecen latitud en tiempos de gran crisis, y que ningún jurado condenaría a Bauer en ese tipo de situaciones. El uso de la tortura y el retrato negativo de los musulmanes afectaron las decisiones de algunos actores que pretendían unirse a la serie. Janeane Garofalo, quien interpretó a Janis Gold en la serie, inicialmente rechazó el papel debido a la forma en que la serie representaba la tortura, pero luego asumió el papel, diciendo que "estar desempleado y ser halagado de que alguien quisiera trabajar conmigo superó mi postura". Shohreh Aghdashloo, quien interpretó a Dina Araz, inicialmente tuvo reservas sobre asumir el papel, ya que inicialmente sintió que asumir el papel de un terrorista musulmán alejaría a las personas que la apoyan como activista, ya que había pasado muchos años en Irán defendiendo los derechos de las mujeres y luchó contra los estereotipos de los musulmanes estadounidenses. Sin embargo, asumió el papel porque sentía que la gente entendería que el programa era ficción.
Durante una entrevista para su nueva serie de televisión Homeland, el productor ejecutivo Howard Gordon abordó el impacto de la serie, describiéndola como "impresionante: todos, desde Rush Limbaugh hasta Bill Clinton hablarían de ello, y sabíamos que estaban entre nuestros fanáticos. Supongo que cuando la gente lo usó como propaganda para sus propias ideas, ya sabes, cuando la jueza Scalia mencionó a Jack Bauer, eso me haría sentir incómodo". Sobre el tema de la tortura y la islamofobia dentro de la serie, Gordon dijo: "Creo que lo único en lo que todos nos sentimos confiados, aunque tuvimos un vigoroso debate tras bambalinas, fue en qué punto somos leales y debemos rendirnos a una buena historia, y en qué nivel se responsabiliza de cosas como avivar la islamofobia o promover la tortura como una política? Había ciertas cosas que debíamos retratar para hacer que se sintiera emocionante, e incluso real. se arrepiente, se refirió a un anuncio publicitario del programa para su cuarta temporada (aunque lo citó erróneamente como un anuncio publicitario de la segunda temporada) y dijo que "en realidad sí me arrepiento de un momento en particular, que tuvo más que ver con la promoción del programa. En la cuarta temporada, la historia involucró a una familia musulmana estadounidense, y el padre y la madre, y el hijo, fueron parte de un complot terrorista. En cierto modo era una presunción púrpura. Pero tal vez fue un año y un año. La mitad después del 9/11, un d en la autopista 405 hay una cartelera electrónica gigante, y creo que la línea era: "Podrían estar al lado". Los escritores y los productores no participaron en esa campaña, pero rápidamente pusimos fin a ella y nos dimos cuenta de cuán peligroso y potencialmente incendiario este espectáculo podría ser. Y creo que nuestra conciencia de eso cambió la forma en que abordamos la serie. Así que supongo que podrías llamarlo arrepentimiento, pero en realidad fue una epifanía.
Después del final de la serie, Los Angeles Times caracterizó la serie como "un poema épico, con Jack Bauer en el papel de Odiseo o Beowulf. Lo que significa que tenía que estar luchando contra monstruos, no personas esencialmente decentes que han tomado una decisión muy mala". El crítico continuó diciendo que el villano Charles Logan encapsuló todo lo que "Jack y 24 lucharon durante tanto tiempo: corrupción política y cobardía, narcisismo y megalomanía, crueldad y estupidez".  Un crítico de BuddyTV dijo que "recordaré el legado de 24 como un drama de acción que redefinió lo que la televisión serializada puede hacer y brindó muchos giros y vueltas impactantes en el camino; el mayor es el impacto muy real que tuvo el programa en la política exterior estadounidense". The New York Times dijo que "24 seguirán existiendo, posiblemente como un largometraje, y seguramente en las aulas y en los libros de texto. La serie animó el discurso político del país de una manera que pocos otros lo han hecho, en parte porque dio vida a la amenaza de la bomba de tiempo que obsesionó a la facción de Cheney del gobierno estadounidense en los años posteriores al 9/11".  El programa fue declarado como el sexto programa con la calificación más alta durante los primeros diez años de IMDb.com (2002–2012).

### Audiencia
| Temporadas       | Temporadas | Episodios | Hora de transmisión (ET) | Estreno de temporada    | Final de temporada      | Posiciones | Audiencia (en millones) |
| ---------------- | ---------- | --------- | ------------------------ | ----------------------- | ----------------------- | ---------- | ----------------------- |
| 1                | 2001–02    | 24        | jueves 9:00 p. m.        | 1 de noviembre de 2001  | 23 de mayo de 2002      | 76         | 8.60                    |
| 2                | 2002–03    | 24        | jueves 9:00 p. m.        | 31 de octubre de 2002   | 22 de mayo de 2003      | 36         | 11.73                   |
| 3                | 2003–04    | 24        | jueves 9:00 p. m.        | 30 de octubre de 2003   | 27 de mayo de 2004      | 42         | 10.30                   |
| 4                | 2005       | 24        | Lunes 9:00 p. m.         | 6 de enero de 2005      | 26 de mayo de 2005      | 29         | 11.90                   |
| 5                | 2006       | 24        | Lunes 9:00 p. m.         | 15 de enero de 2006     | 25 de mayo de 2006      | 24         | 13.78                   |
| 6                | 2007       | 24        | Lunes 9:00 p. m.         | 14 de enero de 2007     | 24 de mayo de 2007      | 27         | 13.00                   |
| Redemption       | 2008       | 2         | domingo 8:00 p. m.       | 23 de noviembre de 2008 | 23 de noviembre de 2008 | 17         | 12.12                   |
| 7                | 2009       | 24        | lunes 9:00 p. m.         | 11 de enero de 2009     | 21 de mayo de 2009      | 20         | 12.62                   |
| 8                | 2010       | 24        | lunes 9:00 p. m.         | 17 de enero de 2010     | 27 de mayo de 2010      | 39         | 9.31                    |
| Live Another Day | 2014       | 12        | lunes 9:00 p. m.         | 5 de mayo de 2014       | 14 de julio de 2014     | N/A        | 6.33                    |

### Reconocimientos
24 fue nominado a varios premios de televisión incluyendo el Emmy Awards, Golden Globe Awards, y Screen Actors Guild Awards. Es una de solo cinco serie de televisión (junto con NYPD Blue, The West Wing, Breaking Bad y Homeland) que ha ganado el Emmy Award, el Golden Globe y el Satellite Award por Mejor Serie Drama.
24 fue nominado en las categorías por actuación, dirección, guion, edición, sonido, música, la coordinación de dobles. El American Film Institute incluye a 24 en su lista de los 10 Programas de Televisión del 2005.
La serie recibió 68 nominaciones al Emmy, de las cuales obtuvo 20 como reconocimiento. Recibió nominaciones por Mejor serie dramática en los Emmy en 2002, 2003, 2004, 2005, y ganó el premio en 2006. Kiefer Sutherland recibió nominaciones en el 2002, 2003, 2004, 2005, 2007, y 2009 (por 24: Redemption) y ganó en 2006.
La quinta temporada de la serie fue la de mayor éxito en cuanto a premios, ganando doce nominaciones al Emmy y cinco victorias, incluyendo premios a la Mejor Serie Drama y Mejor Actor en un Drama por Kiefer Sutherland (después de haber sido nominado anteriormente). Jon Cassar ganó por Mejor Director en Drama. Gregory Itzin y Jean Smart fueron nominados en la categoría Mejor Actor/Actriz de reparto en Drama Serie. En 2009, Cherry Jones ganó por Mejor Actriz en Drama.
La serie recibió doce nominaciones a los Golden Globe de los cuales ganó dos. Recibió nominaciones para Mejor Serie Drama en los Golden Globes en 2001, 2002, 2004, y 2006, ganando en el 2003, y Kiefer Sutherland recibió nominaciones a los Golden Globes en 2002, 2003, 2005, 2006, y 2008 (por 24: Redemption), ganando en el 2001. Dennis Haysbert recibió una nominación en la categoría Mejor Actor de Reparto en 2002.

## Distribución
24 se distribuyó en todo el mundo. Kiefer Sutherland atribuyó el fuerte apoyo de Fox al programa a su temprano éxito en el Reino Unido. Su audiencia en el Reino Unido se redujo significativamente cuando la BBC Two pierde los derechos en favor del canal de suscripción Sky 1 después de la segunda temporada.
El lanzamiento de 24 en DVD tuvo un impacto significativo en el éxito de la serie de televisión. En una entrevista con IGN en 2002, Sutherland, reveló: "El éxito [de 24] en [el Reino Unido] fue fenomenal. Fue el espectáculo más grande de la BBC que ha tenido nunca. Era el número uno de DVD allí, golpeando de The Lord of the Rings. Las ventas en Estados Unidos de la primera temporada aumentó la audiencia de la segunda temporada un 25 %. Una edición especial de la primera temporada se estrenó el 20 de mayo de 2008. El nuevo sistema incluye un séptimo disco de características de la prima, mientras que los discos 1.6 contienen los 24 episodios con escenas eliminadas, comentarios de audio y 5 extendieron episodios. El conjunto fue empaquetado en una caja de acero.
La película para televisión 24: Redemption fue lanzado en DVD en la Región 1, el 25 de noviembre de 2008, y en la Región 2 el 1 de diciembre de 2008. El DVD contiene la versión de difusión, así como una versión extendida con comentarios de audio opcional, un making-of featurette, los niños soldados en África, un resumen de la temporada 6, y los primeros 17 minutos del primer episodio de la temporada 7. La séptima temporada fue la primera temporada para ser lanzado el formato Blu-ray. La octava temporada, también en Blu-ray, fue lanzado simultáneamente con la serie completa fijado en DVD. Los ocho temporadas y 24:Redención también están disponibles para su compra o alquiler en iTunes, Netflix, Amazon Video on Demand, y el Zune Marketplace.
La serie fue sacada de Netflix el 1 de abril de 2014 en los EE. UU., sin embargo, la serie está disponible en Netflix en el Reino Unido.
| Lanzamiento del DVD (nombre original) | Lanzamiento del DVD (nombre original) | Episodios   | Fecha de transmisión | Fecha de lanzamiento     | Fecha de lanzamiento   | Fecha de lanzamiento     |
| Lanzamiento del DVD (nombre original) | Lanzamiento del DVD (nombre original) | Episodios   | Fecha de transmisión | Region 1                 | Region 2               | Region 4                 |
| ------------------------------------- | ------------------------------------- | ----------- | -------------------- | ------------------------ | ---------------------- | ------------------------ |
|                                       | Season One                            | 24          | 2001–02              | 17 de septiembre de 2002 | 14 de octubre de 2002  | Diciembre de 2002        |
|                                       |                                       |             |                      |                          |                        |                          |
|                                       | Season Two                            | 24          | 2002–03              | 9 de septiembre de 2003  | 11 de agosto de 2003   | septiembre de 2003       |
|                                       |                                       |             |                      |                          |                        |                          |
|                                       | Season Three                          | 24          | 2003–04              | 7 de diciembre de 2004   | 9 de agosto de 2004    | septiembre de 2004       |
|                                       |                                       |             |                      |                          |                        |                          |
|                                       | Season Four                           | 24          | 2005                 | 6 de diciembre de 2005   | 8 de noviembre de 2005 | Noviembre de 2005        |
|                                       |                                       |             |                      |                          |                        |                          |
|                                       | Season Five                           | 24          | 2006                 | 5 de diciembre de 2006   | 6 de noviembre de 2006 | 6 de diciembre de 2006   |
|                                       |                                       |             |                      |                          |                        |                          |
|                                       | Season Six                            | 24          | 2007                 | 4 de diciembre de 2007   | 1 de octubre de 2007   | 19 de septiembre de 2007 |
|                                       |                                       |             |                      |                          |                        |                          |
|                                       | 24: Redemption                        | 1 (2 horas) | 2008                 | 25 de noviembre de 2008  | 1 de diciembre de 2008 | 11 de febrero de 2009    |
|                                       |                                       |             |                      |                          |                        |                          |
|                                       | Season Seven                          | 24          | 2009                 | 19 de mayo de 2009       | 19 de octubre de 2009  | 11 de noviembre de 2009  |
|                                       |                                       |             |                      |                          |                        |                          |
|                                       | Season Eight                          | 24          | 2010                 | 14 de diciembre de 2010  | 8 de noviembre de 2010 | 1 de diciembre de 2010   |
|                                       |                                       |             |                      |                          |                        |                          |
|                                       | 24: Live Another Day                  | 12          | 2014                 | 30 de septiembre de 2014 | 6 de octubre de 2014   | 1 de octubre de 2014     |

## Adaptaciones
| Año       | País  | Cadena    | Nombre   |
| --------- | ----- | --------- | -------- |
| 2013-2016 | India | Colors TV | 24       |
| 2020      | Japón | TV Asahi  | 24 JAPAN |